# John Semmelink
Herman Jan „John“ Semmelink (* 17. Dezember 1938 in Shanghai, Republik China; † 7. Februar 1959 in Garmisch-Partenkirchen, Deutschland) war ein kanadischer Skirennläufer niederländischer Herkunft. Er nahm 1958 an den Weltmeisterschaften in Bad Gastein teil und verunglückte ein Jahr später auf der Kandahar-Abfahrt Garmisch tödlich.

## Biografie
Herman Jan Semmelink kam 1938 als Sohn niederländischer Eltern in Shanghai zur Welt. Aufgrund beruflicher Tätigkeiten seines Vaters verbrachte er seine Kindheit auf den Philippinen, in Australien und in den Niederlanden. 1950 ließ sich die Familie in Kanada nieder, wo Jan später dem Red Birds Ski Club in Montreal beitrat. Zwischen September 1956 und März 1957 war er für ein Semester an der McGill University eingeschrieben und nahm an mehreren interuniversitären Skirennen teil. Sein Wirtschaftsstudium brach er zugunsten des Trainings in Europa ab und nahm Ende des Jahres 1957 die kanadische Staatsbürgerschaft an.
Im Januar 1958 nahm John Semmelink, wie er sich fortan nannte, an den ersten Commonwealth Winter Games in St. Moritz teil und feierte die größten Erfolge seiner kurzen Karriere. Er gewann die Abfahrt und sicherte sich im Riesenslalom die Bronzemedaille. Weniger erfolgreich verliefen die Weltmeisterschaften in Bad Gastein wenige Wochen später. Zum Auftakt wurde er im Slalom disqualifiziert, im Riesenslalom reichte es mit 36,5 Sekunden Rückstand auf Weltmeister Toni Sailer nur zu Rang 53. Im abschließenden Abfahrtslauf fehlten ihm 17,8 Sekunden auf den erneut siegreichen Lokalmatador Sailer, was letztlich Platz 31 bedeutete. Aufgrund seines noch jungen Alters galt er in der Folge als große Nachwuchshoffnung im Hinblick auf die Olympischen Spiele 1960 in Squaw Valley.

### Tod
Am 7. Februar 1959 trat Semmelink erstmals zur Abfahrt im Rahmen der prestigeträchtigen Arlberg-Kandahar-Rennen in Garmisch-Partenkirchen an. Die Strecke auf dem Kreuzeck präsentierte sich an diesem Tag besonders eisig und wurde von verschiedenen Teilnehmern als außerordentlich anspruchsvoll beschrieben. Zurufe, das Rennen um ein paar Stunden nach hinten zu verlegen, um die harte Oberfläche im Sonnenlicht aufweichen zu lassen, blieben ungehört. Beim Sieg von Karl Schranz kamen insgesamt 38 Athleten zu Sturz. Die Arbeiter-Zeitung betitelte den Wettkampf am nächsten Tag als „schwerstes Rennen aller Zeiten“.
Der 20-jährige John Semmelink stand mit Nummer 44 am Start und bewältigte den oberen Teil der Strecke ohne größere Schwierigkeiten. Am Ende des Abschnitts Hölle setzte er Augenzeugenberichten zufolge den Schwung zu früh an, woraufhin sich eine Bindung öffnete und er das Gleichgewicht und die Bodenhaftung verlor. Er prallte zweimal mit dem Kopf auf der Piste auf, durchschlug einen Kranz von Büschen und stürzte über einen Felsen in ein vereistes Bachbett, ehe er metertief im Wald verschwand. Der Rettungstrupp fand den jungen Athleten lebend: „Er schrie noch immer. Sein Helm war zerbrochen wie eine Eierschale. Sein Kopf blutete. Seine Nase war zertrümmert. Sein Kiefer hing schief.“ Semmelink wurde mit einem Fahrzeug der Bundeswehr in ein etwa drei Kilometer entferntes US-Militärkrankenhaus eingeliefert, wo ein Team aus sechs Ärzten um sein Leben kämpfte. Drei Stunden nach dem Unfall wurde er auf dem Operationstisch für tot erklärt und als Todesursache eine dreifache Schädelfraktur angegeben.
Drei Tage später wurde Semmelink im Beisein seiner Eltern und seiner 17-jährigen Schwester auf dem Garmischer Friedhof beigesetzt. Sein Vater begründete den Beerdigungsort mit der Liebe seines Sohnes zu den Bergen: „My son loved the mountains above everything and he shall find his last rest here in the mountains“.

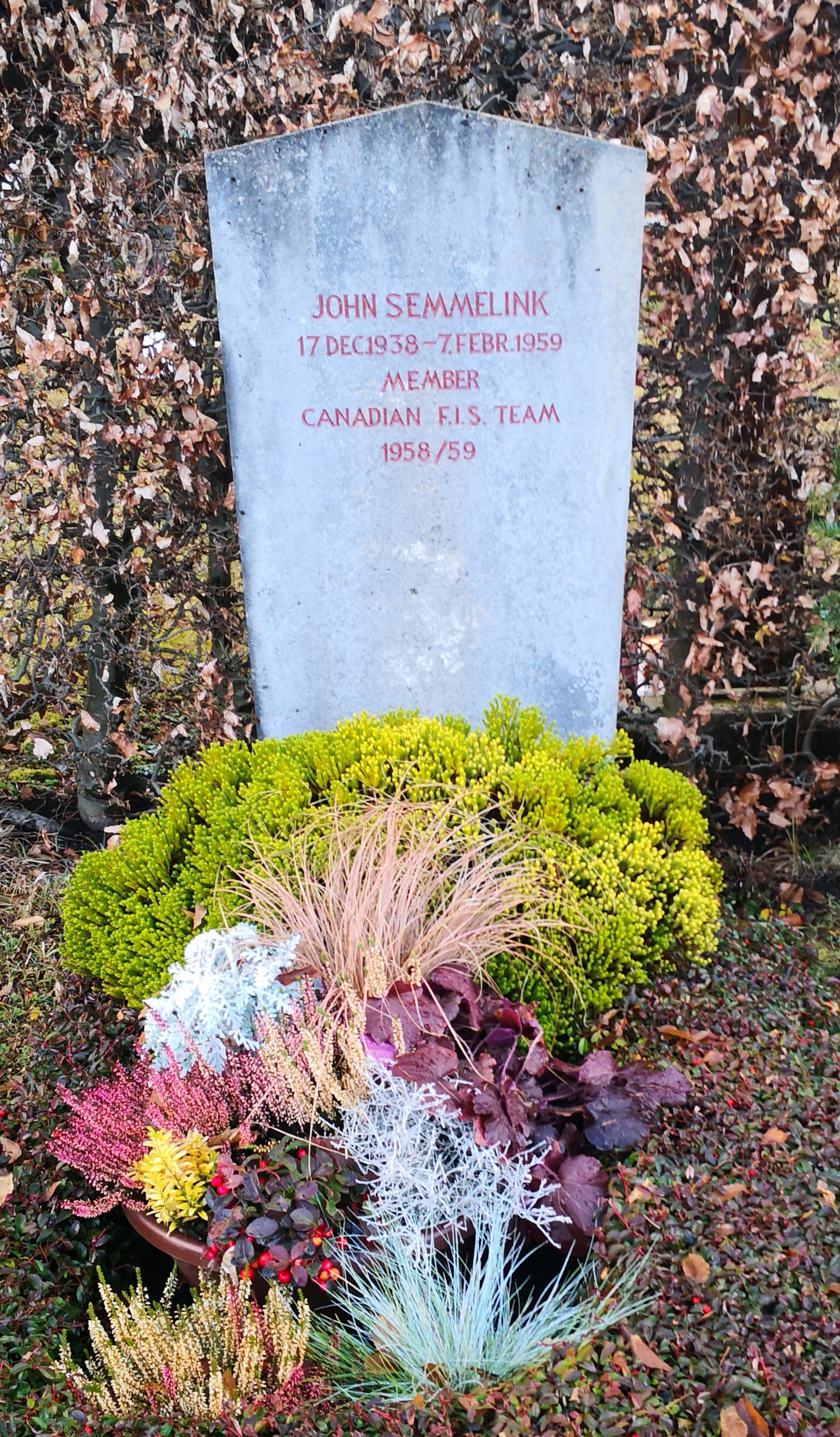
Semmelinks Grabstätte auf dem Garmischer Friedhof

## Rezeption
John Semmelinks Todessturz war einer der ersten im internationalen Ski-Leistungssport und es wurde von europäischen und nordamerikanischen Medien dementsprechend umfassend berichtet. Gemeinsam mit dem nur vier Wochen später verunglückten Toni Mark befeuerte er die Sicherheitsdiskussion im alpinen Skisport und ließ vor allem die Rufe nach Fangnetzen und einer möglichen Helmpflicht lauter werden. Infolgedessen schrieb die Fédération Internationale de Ski (FIS) bei den olympischen Abfahrten 1960 erstmals verpflichtend das Tragen eines Hartschalenhelms vor. Semmelink selbst hatte bei seinem fatalen Sturz lediglich einen Lederhelm getragen.
 Im Gedenken an John Semmelink vergibt die Canadian Snowsports Association jährlich den John Semmelink Memorial Award. Ausgezeichnet werden Vertreter der sechs olympischen bzw. paralympischen Sportarten Ski Alpin, Skilanglauf, Skispringen, Nordische Kombination, Freestyle-Skiing und Snowboard. Die Preisträger zeichnen sich durch sportliche Fähigkeiten, Gebaren und Führungsstärke innerhalb ihrer Mannschaften sowie bei der internationalen Repräsentation Kanadas aus. Die Trophäe wurde ursprünglich aus Granit vom Mont-Tremblant, einem der Lieblingsberge des Namensgebers, gefertigt und durch die Canadian Amateur Ski Association vergeben. Erste Preisträgerin war 1961 die amtierende Slalom-Olympiasiegerin und Kombinations-Weltmeisterin Anne Heggtveit.

## Erfolge

### Weltmeisterschaften
- Bad Gastein 1958: 31. Abfahrt, 53. Riesenslalom

### Weitere Erfolge
- Gold in der Abfahrt und Bronze im Riesenslalom bei den Commonwealth Winter Games 1958